# Minova
Minova es una población y área de refugiados situada en el norte de la provincia de Kivu del Sur, al este de la República Democrática del Congo y en la orilla del lago Kivu.
Desde 1994 ha experimentado un fuerte crecimiento, debido a la llegada de refugiados desplazados por la primera y segunda guerra del Congo y después por los continuos enfrentamientos que sufre la región.
Hacia el 2012 el crecimiento de Minova había integrado dentro de su núcleo urbano la población de Butando, en el noreste
La ONU advirtió de los saqueos realizados por el ejército congoleño durante la retirada de Goma en noviembre de 2012.  También se denunció asesinatos y la violación de 97 mujeres y 33 niñas en dos días.